# Герлок
Герлок (Gerloc или Geirlaug; также известна как Адель (Адела) Нормандская; около 912 — после 14 октября 962) — дочь герцога Нормандии Роллона и его жены Поппы де Байё. Сестра герцога Нормандии Вильгельма I. В 912 году была крещена под именем Адела (Adela).
В 935 году вышла замуж за Гильома III Патлатого, графа Пуатье и будущего герцога Аквитании. Их дети:
- Гильом IV Железная Рука (935/937 — 995), герцог Аквитании и граф Пуатье
- Аделаида (945/950 — 1004/1006); муж: приблизительно с 968 года — король Франции Гуго Капет (ок. 940—996)
- дочь; муж: приблизительно с 972 года — граф де Руси Жильбер I (ок. 951—990).